# Un artiste de la faim
Un artiste de la faim (Ein Hungerkünstler) est une nouvelle de l'auteur germanophone Franz Kafka, publiée pour la première fois en 1922 dans le journal Die neue Rundschau. Cette nouvelle a aussi donné son titre à un recueil de quatre nouvelles (Première Souffrance, Une petite femme et Joséphine la cantatrice) publié le 20 avril 1924.

## Recueil
Ce recueil de nouvelles est la dernière publication de Franz Kafka qui meurt deux mois après des suites de sa maladie. De nombreux critiques le voient comme un testament littéraire, allégorique de sa vie d'artiste.

## Résumé de la nouvelle
Dans un premier temps, le narrateur constate la perte d’intérêt du public pour les spectacles des artistes du jeûne. Il décrit ensuite brièvement l’enthousiasme que suscitait, autrefois, le jeûne d’un artiste enfermé dans une petite cage pour une ville entière.
Ensuite, le narrateur décrit les types de gardiens (négligents ou consciencieux) postés devant la cage du jeûneur comme garantie de l’authenticité du jeûne, car des soupçons pèsent toujours sur l’effectivité du jeûne. Puis il raconte la sortie rituelle de la cage, après quarante jours, contre la volonté du jeûneur qui souhaiterait poursuivre. D’abord la mise en scène de l’imprésario, puis le repas offert au jeûneur, et enfin l’exhibition des photos du jeûneur presque mort. Enfin, il raconte la décision du jeûneur, après la perte d’intérêt du public, de se faire engager dans un cirque.
Dans un dernier paragraphe, il décrit la vie du jeûneur dans le cirque : l’emplacement qui lui est attribué près de la ménagerie, le peu d’intérêt que le public lui porte, puis l’intérêt nul, l’effacement des explications concernant le jeûne et l’oubli d’indiquer le nombre de jours de jeûne alors que le jeûneur est parvenu à son plus grand record, puis la mort du jeûneur qui demande pardon. Une jeune panthère remplace alors le jeûneur que l’on a jeté avec la paille.

## Adaptation au théâtre
Tadeusz Różewicz s'inspire de la nouvelle de Kafka pour écrire une pièce de théâtre La sortie d'un artiste de la faim (titre original : Odejście glodomora) en 1976.
En France, la pièce est adaptée par Camille Demange en 1972 et mise en scène par Daniel Benoin et son Théâtre de l'Estrade à Paris.
La pièce est aussi traduite en 2008 par Jacques Donguy et Michel Maslowski. Elle est adaptée sur scène par la compagnie « Machine Théâtre », co produite par le théâtre national d'Alès « Le Cratère » en 2015 sous le titre La sortie de l'artiste de la faim, mise en scène par Nicolas Oton.